# 벤륵현
벤륵현(베트남어: Huyện Bến Lức / 縣𤅶溧)은 베트남 메콩강 삼각주 롱안성의 현이다.

## 행정 구역
벤륵현은 5사를 관할하고 있다.

### 시진
- 벤륵 시진 (Thị trấn Bến Lức, 𤅶溧市鎭)

### 사
- 안타인 사 (Xã An Thạnh, 安盛社)
- 빈득 사 (Xã Bình Đức, 平德社)
- 롱히엡 사 (Xã Long Hiệp, 隆協社)
- 르엉빈 사 (Xã Lương Bình, 良平社)
- 르엉호아 사 (Xã Lương Hòa, 良和社)
- 미옌 사 (Xã Mỹ Yên, 美安社)
- 녓짜인 사 (Xã Nhựt Chánh, 日政社)
- 프억러이 사 (Xã Phước Lợi, 福利社)
- 떤브우사 (Xã Tân Bửu, 新保社)
- 떤호아 사 (Xã Tân Hòa, 新和社)
- 타인득 사 (Xã Thạnh Đức, 盛德社)
- 타인호아 사 (Xã Thạnh Hoà, 盛和社)
- 타인러이 사 (Xã Thạnh Lợi, 盛利社)
- 타인푸 사 (Xã Thanh Phú, 清富社)